# Villanueva de Teba
Villanueva de Teba è un comune spagnolo di 44 abitanti situato nella comunità autonoma di Castiglia e León.